# Heaven's Door (BENIの曲)
「Heaven's Door」（ヘヴンズドア）は、BENIの17枚目のシングル。ユニバーサルミュージック移籍後9作目のシングルである。

## 収録曲
1. Heaven's Door
  - 作詞：松尾 潔／作曲・編曲：川口大輔
2. I like it 
  - 作詞：BENI／作曲・編曲：Daisuke "D.I" Imai
3. ギミギミ♥ (DJ HASEBE REMIX)
  - 作詞：Shoko Fujibayashi／作曲・編曲：Daisuke "D.I" Imai
4. Heaven's Door (Instrumental)